# Calycorectes pirataquinensis
Calycorectes pirataquinensis är en myrtenväxtart som beskrevs av Joáo Rodrigues de Mattos. Calycorectes pirataquinensis ingår i släktet Calycorectes och familjen myrtenväxter. Inga underarter finns listade i Catalogue of Life.